# Fukalita
La fukalita és un mineral de la classe dels silicats. Rep el nom de la mina Fuka, a la prefectura d'Okayama (Japó), la seva localitat tipus.

## Característiques
La fukalita és un silicat de fórmula química Ca₄[Si₂O₆][CO₃](OH)₂. Va ser aprovada com a espècie vàlida per l'Associació Mineralògica Internacional l'any 1976, sent publicada per primera vegada el 1977. Cristal·litza en el sistema monoclínic. La seva duresa a l'escala de Mohs és 4. Segons la classificació de Nickel-Strunz, la fukalita pertany a «09.DQ - Estructures modulars d'inosilicat-sorosilicat".

## Formació i jaciments
Va ser descoberta a la mina Fuka, situada a la localitat de Fuka, a la ciutat de Takahashi (Prefectura d'Okayama, Japó). També ha estat descrita a la mina Mihara, a la ciutat d'Ibara, també a la prefectura d'Okayama. Encara al Japó, se n'ha trobat a Kushiro, a la prefectura d'Hiroshima. També ha estat descrita a Rússia, Austràlia, Mèxic i Romania.